# Левек, Луи Мари
Луи Мари Левек де Лаферрьер (фр. Louis Marie Lévesque de Laferrière; 1776—1834) — французский военный деятель, дивизионный генерал (1813 год), барон (1808 год), пэр (1815 год), участник революционных и наполеоновских войн. Имя генерала выбито на Триумфальной арке в Париже.

## Биография
Родился в семье купца Франсуа Левека де ла Феррьера (фр. François Marie Lévesque, Sieur de la Ferrière; 1723—1812) и его супруги Франсуазы Эрве де Больё (фр. Françoise Rose Agathe Hervé de Beaulieu; 1745—). Учился в Рене. В 1789 году записался в Национальную гвардию Ренна. 23 июля 1791 года стал капралом каннониров национальной гвардии Вана. 20 марта 1793 года был зачислен в 99-й пехотный полк в звании младшего лейтенанта. С 1792 по 1794 годы сражался в рядах Мозельской армии. 28 ноября 1793 года при Кайзерслаутерне был несколько раз ранен и взят в плен, но вскоре возвращён французам. 26 марта 1794 года произведён в лейтенанты. 1 мая 1794 года в ходе амальгамы включён в состав 177-й боевой полубригады. Сражался при Шарлеруа и Флёрюсе. 17 июня 1795 года стал адъютантом генерала Моне. 18 января 1797 года произведён в капитаны, и продолжил службу в качестве адъютанта Моне в 15-м военном округе. С 1798 года служил в Английской армии. 19 декабря 1799 года был назначен командиром роты гидов генерала Эдувиля в Западной армии. 27 января 1800 года произведён в командиры эскадрона генералом Брюном.
После роспуска гидов, 30 декабря 1802 года возглавил эскадрон 1-го гусарского полка. 14 декабря 1803 года был назначен командиром эскадрона 2-го гусарского полка в Ганновере. В составе 1-го армейского корпуса Великой Армии принимал участие в Австрийской кампании 1805 года, сражался при Аустерлице.
7 октября 1806 года стал заместителем командира 3-го гусарского полка, а фактически его командиром, так как полковник Лебрен выполнял функции адъютанта Наполеона. Сражался в рядах бригады лёгкой кавалерии Кольбера 6-го корпуса. 8 марта 1807 года произведён в полковники, и стал уже полноправным командиром 3-го гусарского. Отличился в сражениях при Йене, где получил пулевое ранение и несколько ушибов, Гофе и Гуттштадте.
В 1808 году переброшен в Испанию, сражался при Туделе. Был дважды ранен в 1809 году в ходе боевых действий: 12 августа получил лёгкое пулевое ранение при переходе через перевал при Баньос и 28 ноября пулевое ранение в левую руку при Альба-де-Тормесе. Вновь ранен двумя выстрелами: одним в левую руку, другим в правую руку в бою 12 марта 1811 года у Миранда-ду-Корву.
13 мая 1811 года получил звание бригадного генерала, и 4 июня возвратился во Францию. С 22 августа служил в кавалерийском депо 12-го военного округа, однако уже 14 октября вновь возвратился на Пиренеи, где возглавил кавалерию Северной армии генерала Дорсенна в Испании.
9 февраля 1813 года сменил генерала Лепика на посту заместителя командира конных гренадер Императорской гвардии в звании майора гвардии. Принимал участие в Саксонской кампании, сражался при Дрездене. 30 августа был ранен в сражении при Кульме. 16 октября при Лейпциге контужен пулей в правую пятку. 30 октября получил несколько сабельных ударов в левое плечо и руку в сражении при Ханау.
28 ноября 1813 года был произведён в дивизионные генералы, а также получил почётную должность камергера Императора. С декабря 1813 года командовал 3-й гвардейской кавалерийской дивизией, состоящей из конных гренадер и конных егерей под началом маршала Мортье. Участвовал в кампании в Шампани, сражался при Бар-сюр-Обе и Монмирае. 7 марта 1814 года в сражении при Краоне ему снаряд тяжело травмировал левую ногу, которую пришлось ампутировать.
При первой Реставрации исполнял обязанности генерального инспектора кавалерии и командующего Кавалерийской школы Сомюра. 
30 января 1815 года женился в Париже на Апполине Фуллон де Дуэ (фр. Appoline Fortunée Foullon de Doué; 1780—1854).
Во время «Ста дней» присоединился к Императору и 16 мая был избран членом Палаты депутатов. 2 июня 1815 года стал пэром Франции. В 1821 году вышел в отставку и занял пост генерального советника кантона Шеруа. 11 октября 1832 года вновь возведён в пэрское достоинство.

## Воинские звания
- Капрал (23 июля 1791 года);
- Второй лейтенант (3 августа 1791 года);
- Младший лейтенант (20 марта 1793 года);
- Лейтенант (17 июля 1794 года);
- Капитан (18 января 1797 года);
- Командир эскадрона (27 января 1800 года, утверждён 23 декабря 1800 года);
- Майор (7 октября 1806 года);
- Полковник (8 марта 1807 года);
- Бригадный генерал (13 мая 1811 года);
- Дивизионный генерал (28 ноября 1813 года).

## Титулы
- Барон Лаферрьер и Империи (фр. baron La Ferrière et de l'Empire; декрет от 19 марта 1808 года, патент подтверждён 2 июля 1808 года в Байонне);
- Граф Лаферрьер и Империи (фр. comte La Ferrière et de l'Empire; декрет от 28 ноября 1813 года, патент не подтверждён)[2][3].

## Награды
Легионер ордена Почётного легиона (14 июня 1804 года)
 Офицер ордена Почётного легиона (29 мая 1807 года)
 Коммандан ордена Почётного легиона (19 декабря 1808 года)
 Кавалер ордена Воссоединения (1813 год)
 Кавалер ордена Железной короны (19 февраля 1814 года)
 Кавалер военного ордена Святого Людовика (19 июля 1814 года)
 Великий офицер ордена Почётного легиона (27 декабря 1814 года)
 Командор военного ордена Святого Людовика (18 марта 1818 года)
 Большой крест ордена Почётного легиона (1 мая 1821 года)
 Большой крест военного ордена Святого Людовика (20 августа 1823 года)
 Офицер бельгийского ордена Леопольда I